# Diócesis de Tortona
La diócesis de Tortona (en latín: Dioecesis Derthonensis y en italiano: Diocesi di Tortona) es una circunscripción eclesiástica de la Iglesia católica en Italia. Se trata de una diócesis latina, sufragánea de la arquidiócesis de Génova. Desde el 29 de agosto de 2021 su obispo es Guido Marini.

## Territorio y organización

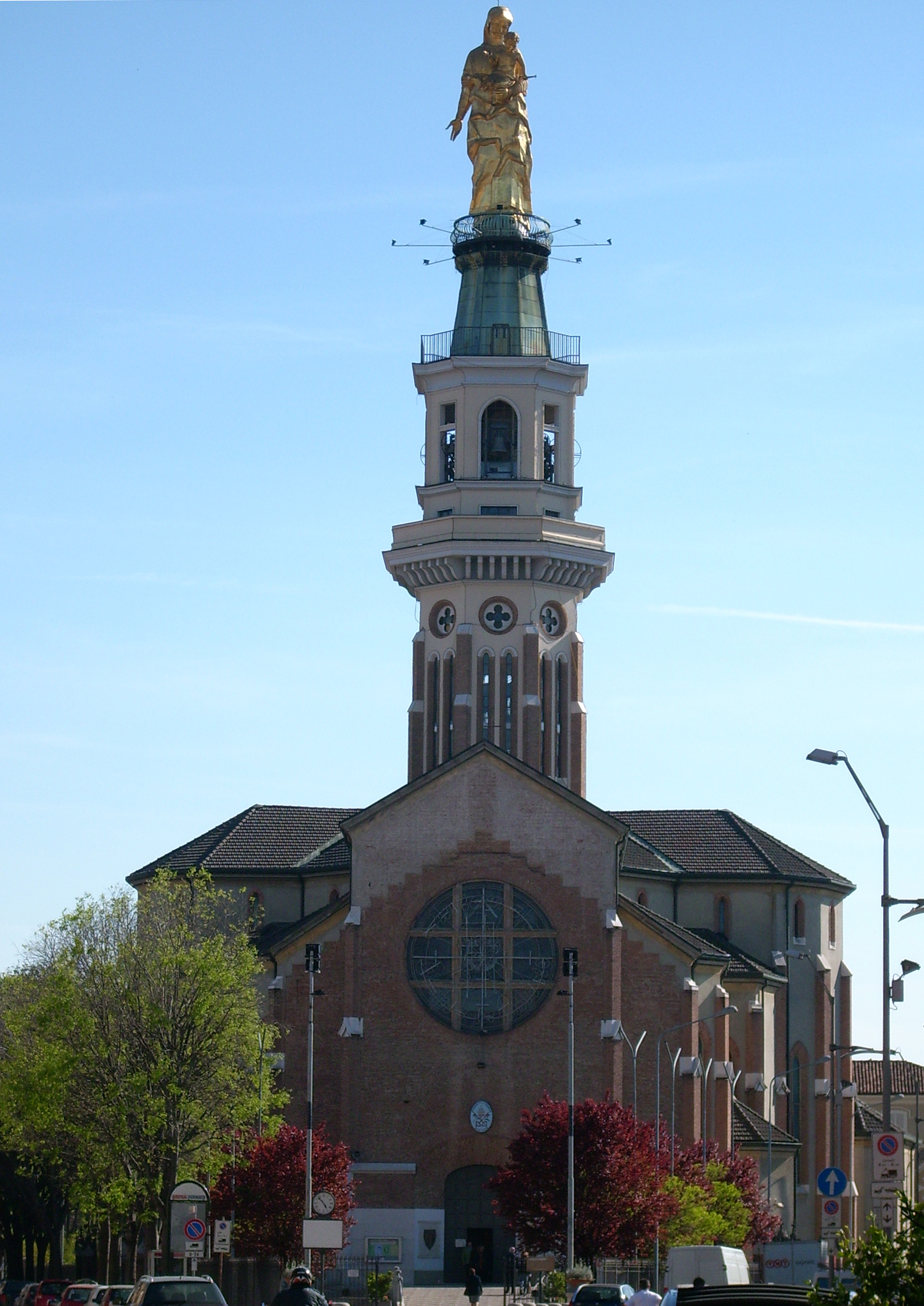
Basílica santuario de Nuestra Señora de la Guardia, en Tortona

La diócesis tiene 2350 km² y extiende su jurisdicción sobre los fieles católicos de rito latino residentes en::
- la provincia de Alessandria en la región de Piamonte, comprendiendo las comunas de: Albera Ligure, Alzano Scrivia, Arquata Scrivia, Avolasca, Basaluzzo, Berzano di Tortona, Borghetto di Borbera, Brignano Frascata, Cabella Ligure, Cantalupo Ligure, Carbonara Scrivia, Carezzano, Carrega Ligure, Casalnoceto, Casasco, Cassano Spinola, Castellania Coppi, Castellar Guidobono, Castelnuovo Scrivia, Castelletto d'Orba, Cerreto Grue, Costa Vescovato, Dernice, Fabbrica Curone, Francavilla Bisio, Fresonara, Garbagna, Gremiasco, Grondona, Guazzora, Molino dei Torti, Momperone, Monleale, Montacuto, Montaldeo, Montegioco, Montemarzino, Novi Ligure, Paderna, Pontecurone, Pozzol Groppo, Pozzolo Formigaro, Roccaforte Ligure, Rocchetta Ligure, Sale, San Sebastiano Curone, Sant'Agata Fossili, Sardigliano, Sarezzano, Serravalle Scrivia, Silvano d'Orba, Spineto Scrivia, Vignole Borbera, Viguzzolo, Villalvernia, Villaromagnano, Volpedo y Volpeglino;
- la provincia de Pavía en la región de Lombardía, comprendiendo las comunas de: Arena Po, Bagnaria, Barbianello, Bastida Pancarana, Borgo Priolo, Borgoratto Mormorolo, Bosnasco, Brallo di Pregola (en parte), Bressana Bottarone, Broni, Calvignano, Campospinoso Albaredo, Canneto Pavese, Casatisma, Casei Gerola, Castana, Casteggio, Castelletto di Branduzzo, Cecima, Cervesina, Cigognola, Codevilla, Colli Verdi (en parte), Corana, Cornale e Bastida, Corvino San Quirico, Fortunago, Godiasco Salice Terme, Golferenzo, Lirio, Lungavilla, Menconico (en parte), Mezzanino, Montalto Pavese, Montebello della Battaglia, Montecalvo Versiggia, Montescano, Montesegale, Mornico Losana, Montù Beccaria, Oliva Gessi, Pancarana, Pietra de' Giorgi, Pinarolo Po, Pizzale, Ponte Nizza, Portalbera, Rea, Redavalle, Retorbido, Rivanazzano Terme, Robecco Pavese, Rocca de' Giorgi, Rocca Susella, Rovescala, San Cipriano Po, San Damiano al Colle, Santa Giuletta, Santa Margherita di Staffora, Santa Maria della Versa, Silvano Pietra, Stradella, Torrazza Coste, Torricella Verzate, Val di Nizza (en parte), Varzi (en parte), Verretto, Verrua Po, Voghera, Volpara, Zavattarello y Zenevredo;
- la ciudad metropolitana de Génova en la región de Liguria, comprendiendo las comunas de: Busalla (las fracciones de Sarissola y Semino), Casella, Crocefieschi, Fascia, Isola del Cantone (exluída la cabecera), Montebruno, Propata, Ronco Scrivia (la fracción de Pietrafraccia), Rondanina, Savignone (excluidas las fraciones Isorelle y San Bartolomeo), Torriglia y Valbrevenna (las fracciones de Nenno y Tonno);
- la provincia de Plasencia en la región de Emilia-Romagna, comprende la fracción de Samboneto en la comuna de Zerba.[nota 2]

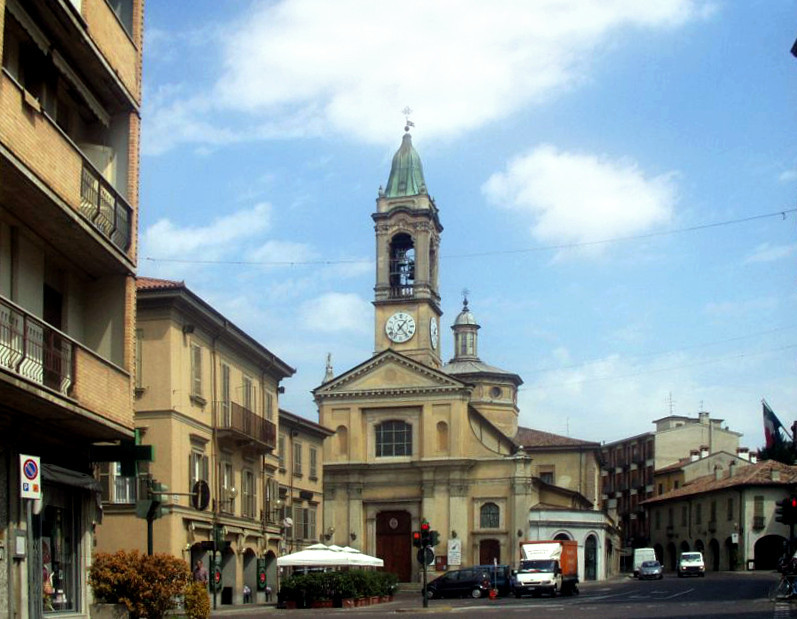
Basílica de San Pedro Apóstol, en Broni

La sede de la diócesis se encuentra en la ciudad de Tortona, en donde se halla la Catedral de Santa María Asunta y San Lorenzo y la basílica Santuario de Nuestra Señora de la Guardia. En Broni se encuentra la basílica de San Pedro Apóstol.

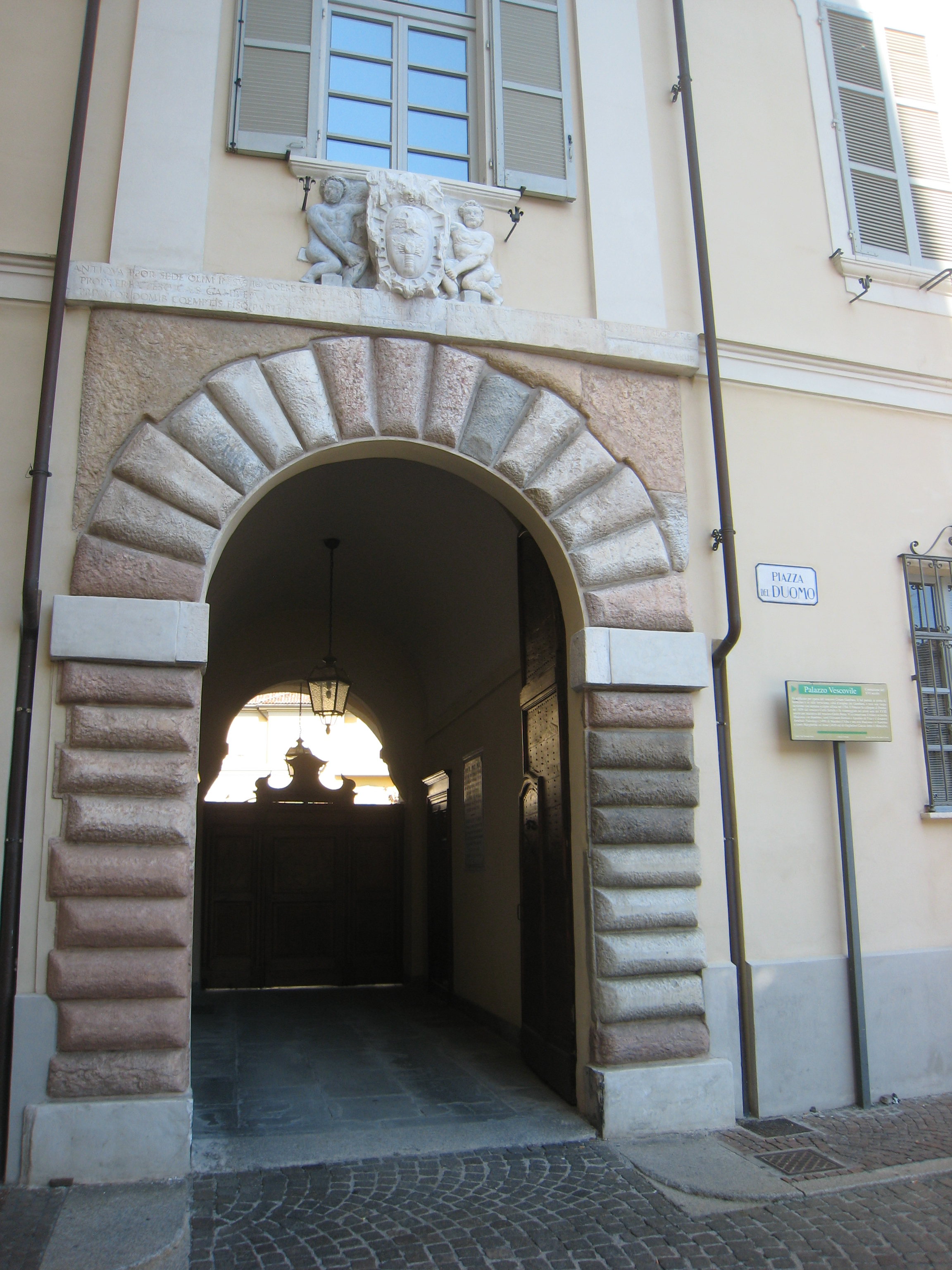
Palacio episcopal de Tortona

En 2022 en la diócesis existían 309 parroquias agrupadas en 10 vicariatos: Broni-Stradella, Casteggio, vicariato padano, Voghera, Tortona, Varzi, valli Curone e Grue, Novi Ligure, Arquata-Serravalle y Genovesato.

## Historia
Según la tradición, la diócesis de Tortona se remonta a las primeras décadas del siglo II. San Marciano, que murió mártir en 120, es considerado el evangelizador de la región y el protoobispo de la diócesis. Sin embargo, el texto más antiguo sobre el santo, compuesto entre los siglos VIII y IX, «no le da ningún título de obispo, y mucho menos el de primer obispo de Tortona...», lo que significa que «cuando se compuso la leyenda, la opinión de que S. Marziano había sido el primer obispo de Tortona aún no se había formado ni difundido".
Muchos de los primeros obispos atribuidos por la tradición a la sede de Tortona fueron martirizados y son venerados como santos. Según Lanzoni, se trata de "una lista episcopal muy sospechosa, aparentemente, recogida en el siglo XVI para trasladar los inicios de Tortona al siglo I". La diócesis está históricamente atestiguada en el siglo IV con el primer obispo conocido de Tortona, Innocenzo, que vivió a mediados del siglo IV. Le siguió Esuperanzio, que participó en el Concilio de Aquilea en 381. El obispo Quinzio (o Quinziano) participó en el concilio provincial de Milán en 451. Un obispo anónimo de Tortona se menciona en una carta de Gregorio Magno al obispo Constancio de Milán del año 599. Estos son los únicos obispos históricamente documentados en los primeros seis siglos cristianos. Originalmente la diócesis era sufragánea de la arquidiócesis de Milán.
Tortona salió ilesa de las invasiones bárbaras; de hecho, aumentó su jurisdicción territorial, que llegó hasta el río Po y el mar de Liguria, y desde finales del siglo IX también comenzó a afirmarse la supremacía civil de los obispos de Tortona. El rey Berengario I asignó jurisdicción sobre Voghera al obispo de Tortona, separándola de la de Bobbio, aunque ambos formaban parte de la Marca de Obertenga (este de Liguria); confirmado posteriormente por Otón I, que asignó al prelado de Tortona los derechos comitales sobre el territorio urbano circundante en un radio de una milla. Los derechos del obispo conde, sin embargo, estaban limitados tanto por el conde laico del condado de Tortona como por los de los grandes monasterios terratenientes, especialmente el del senador, que disfrutaba de amplias inmunidades en sus tierras. El obispo Giseprando fue canciller de Lotario y al mismo tiempo abad de Bobbio y fundador de la abadía de San Marziano. El emperador Otón II confirmó al obispo Gereberto en el año 979 todos los bienes de su Iglesia y también la jurisdicción civil sobre Tortona en un radio de tres millas. Este poder civil duró de jure hasta 1784.
A partir del siglo XI el vasto territorio de la diócesis comenzó a ser desmembrado para la erección de las diócesis circundantes. En 1014 Tortona cedió una parte de su territorio para la erección de la diócesis de Bobbio; en 1175 se erigió la diócesis de Alessandria con territorio obtenido en parte del de Tortona; en 1248, mediante una bula del papa Inocencio IV, las parroquias del valle de Lemme y del valle de Scrivia fueron tomadas de Tortona y asignadas a la arquidiócesis de Génova.
De las actas del primer sínodo diocesano de 1595, celebrado por el obispo Maffeo Gambara, se desprende que la diócesis estaba compuesta por 33 iglesias parroquiales, 180 parroquias, 5 colegiatas, 99 canonjías, 137 iglesias no parroquiales, 125 cofradías, 45 monasterios y conventos de ambos sexos, 20 hospitales. A partir de las actas del segundo sínodo diocesano, convocado por el obispo Carlo Settala en 1673, la diócesis quedó organizada en 8 regiones, en las que se distribuyeron las parroquias e iglesias diocesanas.
«Hacia finales de siglo XVIII la diócesis de Tortona tenía alrededor de 160 000 habitantes; el territorio estaba dividido en 44 iglesias parroquiales con 9 colegiatas y 221 iglesias parroquiales; las iglesias simples, las iglesias rurales y los oratorios ascendían a 530, los conventos masculinos eran 43, los femeninos 16, en el seminario diocesano residían alrededor de 70 clérigos. El clero secular ascendía a más de mil, mientras que el clero regular ascendía a unas 400 unidades, y las monjas conventuales a unas 350».
En 1784 el rey Víctor Amadeo III de Cerdeña quiso reorganizar la jurisdicción feudal del obispo de Tortona, algo confusa y conflictiva, en analogía con lo que había hecho su padre Carlos Manuel III de Cerdeña con las diócesis de Novara y Saint-Jean-de-Maurienne y con la arquidiócesis de Tarentaise. Con un acta de convención firmada el 19 de enero de 1784, el obispo Carlo Maurizio Peyretti de Condove renunció al título de conde de Tortona y a los derechos señoriales y feudales que ostentaba sobre las localidades de Albera, Carezzano, Castellania, La Costa y Sant'Agata, como así como aquellos derechos que podría haber reclamado sobre feudos que anteriormente pertenecían a la diócesis, pero concedidos a particulares (Fabbrica, Sorli, Borghetto y Vignole). A cambio, el obispo de Tortona obtuvo el feudo de Cambiò con el título de príncipe para él y sus sucesores con cartas patentes de 20 de enero de 1784.
Bajo presión del gobierno francés, el 1 de junio de 1803 la diócesis fue suprimida con el breve Gravissimis causis del papa Pío VII; el territorio fue agregado primero al de Alessandria y luego, desde 1805, al de la diócesis de Casale Monferrato, y el obispo se vio obligado a renunciar.
La sede de Tortona fue restablecida el 17 de julio de 1817 mediante la bula Beati Petri del papa Pío VII, con un territorio modificado respecto al pasado: perdió 22 parroquias en favor de las diócesis de Alessandria, Acqui y Bobbio, pero adquirió 67 de las diócesis de Pavía, Bobbio y Plasencia. Con la misma bula la diócesis pasó a formar parte de la provincia eclesiástica de la arquidiócesis de Génova.
A finales del siglo XIX el joven Luis Orione ingresó en el seminario de Tortona; en 1903 el instituto que fundó, la Pequeña obra de la Divina Providencia, recibió la aprobación del obispo diocesano, Igino Bandi. Luis Orione, responsable de la construcción del santuario de Nostra Signora della Guardia, fue canonizado por el papa Juan Pablo II en 2004.
El 8 de diciembre de 2023, por decreto del Dicasterio para los Obispos, cedió 4 parroquias a la diócesis de Vigevano.

## Estadísticas
Según el Anuario Pontificio 2023 la diócesis tenía a fines de 2022 un total de 275 100 fieles bautizados.
| Año                                                                             | Población            | Población | Población      | Sacerdotes | Sacerdotes    | Sacerdotes    | Bautizados por sacerdote | Diáconos permanentes | Religiosos | Religiosos | Parroquias |
| Año                                                                             | Bautizados católicos | Total     | % de católicos | Total      | Clero secular | Clero regular | Bautizados por sacerdote | Diáconos permanentes | Varones    | Mujeres    | Parroquias |
| ------------------------------------------------------------------------------- | -------------------- | --------- | -------------- | ---------- | ------------- | ------------- | ------------------------ | -------------------- | ---------- | ---------- | ---------- |
| 1950                                                                            | 299 000              | 300 000   | 99.7           | 630        | 500           | 130           | 474                      |                      | 200        | 500        | 316        |
| 1969                                                                            | 303 800              | 306 936   | 99.0           | 456        | 370           | 86            | 666                      |                      | 177        | 704        | 265        |
| 1980                                                                            | 295 000              | 297 000   | 99.3           | 375        | 313           | 62            | 786                      |                      | 94         | 720        | 317        |
| 1990                                                                            | 272 500              | 275 000   | 99.1           | 324        | 254           | 70            | 841                      | 12                   | 104        | 715        | 315        |
| 1999                                                                            | 276 000              | 280 000   | 98.6           | 268        | 203           | 65            | 1029                     | 13                   | 68         | 442        | 314        |
| 2000                                                                            | 276 000              | 280 000   | 98.6           | 261        | 198           | 63            | 1057                     | 12                   | 66         | 435        | 314        |
| 2001                                                                            | 276 000              | 280 000   | 98.6           | 256        | 196           | 60            | 1078                     | 12                   | 63         | 426        | 314        |
| 2002                                                                            | 276 000              | 280 000   | 98.6           | 247        | 188           | 59            | 1117                     | 12                   | 62         | 417        | 314        |
| 2003                                                                            | 270 980              | 278 500   | 97.3           | 241        | 182           | 59            | 1124                     | 12                   | 62         | 412        | 314        |
| 2004                                                                            | 272 960              | 279 070   | 97.8           | 232        | 173           | 59            | 1176                     | 15                   | 63         | 365        | 314        |
| 2010                                                                            | 273 490              | 280 060   | 97.7           | 202        | 146           | 56            | 1353                     | 20                   | 60         | 345        | 314        |
| 2014                                                                            | 274 695              | 281 420   | 97.6           | 164        | 106           | 58            | 1674                     | 20                   | 62         | 349        | 314        |
| 2017                                                                            | 275 160              | 281 980   | 97.6           | 159        | 104           | 55            | 1730                     | 18                   | 60         | 281        | 313        |
| 2020                                                                            | 275 912              | 282 420   | 97.7           | 150        | 93            | 57            | 1839                     | 17                   | 62         | 279        | 313        |
| 2022                                                                            | 275 100              | 281 200   | 97.8           | 148        | 91            | 57            | 1858                     | 20                   | 62         | 273        | 309        |
| Fuente: Catholic-Hierarchy, que a su vez toma los datos del Anuario Pontificio. |                      |           |                |            |               |               |                          |                      |            |            |            |

## Episcopologio
Esta cronología da cuenta de la lista tradicional de los obispos de Tortona, publicada por primera vez por Ferdinando Ughelli en su Italia sacra, y luego repetida, con algunas adiciones o correcciones, por Giuseppe Antonio Bottazzi, Giuseppe Cappelletti y Pius Bonifacius Gams. Los datos cronológicos se reportan sólo para ciertos obispos históricamente documentados, con notas explicativas tomadas de las obras de Savio y Lanzoni. 
- San Marziano I †
- San Ariberto †[nota 4]
- San Ammonio †
- San Terenziano †[nota 5]
- San Costanzo †
- San Lorenzo I †
- San Anastasio †
- San Marcellino †
- San Giuliano †
- San Meliodoro I †
- San Innocenzo † (mitad circa del siglo IV)[nota 6]
- Giovanni I †[nota 7]
- San Esuperanzio † (mencionado en 381)[nota 8]
- Eustasio o Teodulo? †[nota 9]
- San Marziano II †
- San Quinziano o Quintino o Quinto † (mencionado en 451)
- San Marcello †
- Albonio (o Albino) o Saturnino †[nota 10]
- Giovanni II †
- Sisto †
- Anónimo † (mencionado en 599)[nota 11]
- Procolo o Peno o Probo † (mencionado en 626)
- Meliodoro II † (mencionado en 649)
- Beato I †
- Lorenzo II †
- Audace † (mencionado en 680)
- Ottavio †
- Benedetto I †
- Tondero (Tendero) †
- Giacomo †
- Giuseppe † (mencionado en 769)[nota 12]
- Flaviano †
- Gerolamo †
- Desiderio †
- Roberto †
- Valerio †
- Giovanni III (primera mitad del siglo IX)[nota 13]
- Rofredo o Ermanfredo † (mencionado en 842)[nota 14]
- Teodolfo † (antes de 862-después de 877)
- Giovanni IV †
- Glarardo o Gerardo o Geroardo † (mencionado en 901)[nota 15]
- Ildegino †
- Gerebaldo †
- Benedetto II o Beato II † (antes de 915-circa 929/930 falleció)[nota 16]
- Andrea † (mencionado en 933)
- Giseprando † (943[nota 17]-después de 963)
- Giovanni V † (antes de 967-después de 969)
- Ottone o Zenone? †[nota 18]
  - Sede vacante (circa 969-979)[nota 19]
- Gereberto (Guiberto) † (circa 979-después de 983)
- Eriberto? †[nota 20]
- Lintifredo (o Liutfredo) † (antes de 997-después de 1001)
- Tenone o Zenone † (mencionado en 1003)[nota 21]
- Agirio †[nota 22]
- Pietro I † (antes de 1022-después de 1068)[nota 23]
- Oddo I † (antes del 25 de junio de 1080[nota 24]-después de 1083)
- Guido o Wido † (antes de 1098-después de 1099)
- Lambardo o Lombardo o Lamberto † (circa 1105-26 de mayo circa 1111 falleció)[nota 25]
- Pietro II † (circa 1111-30 de mayo de 1134 depuesto)[nota 26]
- Guglielmo † (1134-circa 1152 falleció)[nota 27]
- Oberto, C.R.S.A. † (circa 1153-después del 25 de febrero de 1181)[nota 28]
- Ugo † (antes del 21 de febrero de 1183-después del 21 de marzo de 1193)
- Gandolfo †[nota 29]
- Oddo II † (antes del 16 de julio de 1196-abril de 1202 falleció)
- Obizzo o Opizzone † (1202-después del 14 de agosto de 1220 falleció)
- Pietro Busetto † (1220-?)
- Pietro Tasso † (?-después de 1255)[nota 30]
- Melchiorre Busetto † (antes de 1283-1284 falleció)
  - Sede vacante (1284-1295)
- Giacomo Calcinari, O.S.B. † (2 de octubre de 1295[nota 31]-antes del 16 de diciembre de 1316[nota 32] falleció)
- Tiberio della Torre † (11 de julio de 1317-24 de mayo de 1325 nombrado obispo de Brescia)
- Princivalle Fieschi † (24 de mayo de 1325-1348 falleció)
- Giacomo Visconti † (2 de julio de 1348-1363 falleció)
- Giovanni di Ceva † (13 de septiembre de 1364-circa 1380 falleció)
- Giovanni? †
- Giorgio Torti † (1380-circa 1385 nombrado obispo de Ceneda)
- Antonio † (28 de febrero de 1393-? falleció)
- Pietro de Giorgi † (30 de marzo de 1394-15 de febrero de 1413 nombrado obispo de Novara)
- Enrico Rampini † (10 de mayo de 1413-7 de junio de 1435 nombrado obispo de Pavía)
  - Gerardo Landriani Capitani † (7 de junio de 1435-7 de mayo de 1436 renunció) (obispo electo)[nota 33]
- Giovanni Barbavara † (6 de marzo de 1437-?)
- Michele Marliani † (9 de enero de 1461-24 de abril de 1475 nombrado obispo de Plasencia)
- Fabrizio Marliani † (24 de abril de 1475-10 de enero de 1476 nombrado obispo de Plasencia)
- Giacomo Botta † (10 de enero de 1476-1496 falleció)
- Gian Domenico de Zazi † (20 de abril de 1496-1528 falleció)
- Uberto Gambara † (8 de mayo de 1528-22 de marzo de 1548 renunció)
- Cesare Gambara † (22 de marzo de 1548-1591 falleció)
- Maffeo Gambara † (11 de mayo de 1592-1612 falleció)
- Cosimo Dossena, B. † (23 de febrero de 1612-12 de marzo de 1620 falleció)
- Paolo Arese, C.R. † (20 de julio de 1620-1644 renunció)
- Francesco Fossati, O.S.B.Oliv. † (23 de mayo de 1644-11 de marzo de 1653 falleció)
- Carlo Settala † (18 de agosto de 1653-23 de abril de 1682 falleció)
- Carlo Francesco Ceva † (12 de julio de 1683-agosto de 1700 falleció)
- Giulio Resta † (21 de febrero de 1701-11 de enero de 1743 falleció)
- Giuseppe Ludovico de Andújar, O.P. † (11 de marzo de 1743-2 de diciembre de 1782 falleció)
- Carlo Maurizio Peyretti † (18 de julio de 1783-18 de febrero de 1793 falleció)[nota 34]
  - Sede vacante (1793-1796)
- Pio Bonifacio Fassati, O.P. † (27 de junio de 1796-1803 renunció)
  - Sede suprimida (1803-1817)
- Carlo Francesco Carnevale † (21 de diciembre de 1818-29 de octubre de 1831 falleció)
- Giovanni Negri † (15 de abril de 1833-19 de enero de 1874 falleció)
- Vincenzo Capelli † (4 de mayo de 1874-25 de abril de 1890 falleció)
- Igino Bandi † (23 de junio de 1890-8 de septiembre de 1914 falleció)
- Simon Pietro Grassi † (22 de diciembre de 1914-1 de noviembre de 1934 falleció)
- Egisto Domenico Melchiori † (5 de diciembre de 1934-2 de marzo de 1963 falleció)
- Francesco Rossi † (21 de abril de 1963-29 de noviembre de 1969 renunció[nota 35])
- Giovanni Canestri † (7 de enero de 1971-8 de febrero de 1975 nombrado vicegerente de Roma[nota 36])
- Luigi Bongianino † (6 de junio de 1975-2 de febrero de 1996 retirado)
- Martino Canessa (2 de febrero de 1996-15 de octubre de 2014 retirado)
- Vittorio Francesco Viola, O.F.M. (15 de octubre de 2014-27 de mayo de 2021 nombrado secretario de la Congregación para el Culto Divino y la Disciplina de los Sacramentos)
- Guido Marini, desde el 29 de agosto de 2021